# Case Broderick
Case Broderick, född 23 september 1839 i Grant County i Indiana, död 1 april 1920 i Holton i Kansas, var en amerikansk jurist och politiker (republikan). Han var domare i Idahoterritoriets högsta domstol 1884–1888 och ledamot av USA:s representanthus 1891–1899.
Broderick efterträdde 1891 Edmund N. Morrill som kongressledamot och satt sammanlagt fyra mandatperioder i representanthuset.
Broderick är begravd på Holton Cemetery i Holton i Kansas.